# Oromus leisteri
Oromus leisteri är en skalbaggsart som beskrevs av Medvedev 1968. Oromus leisteri ingår i släktet Oromus och familjen Aphodiidae. Inga underarter finns listade i Catalogue of Life.